# Arturo (gruppo musicale)
Gli Arturo sono un gruppo musicale Hardcore punk di torinese, attivo dal 1993 nella scena hardcore italiana degli anni '90 (da loro stessi ribattezzato hyperfastharcore). La band ebbe un secondo periodo di attività nei primi anni 2000 in cui si notano un approccio più "poetico" e maggiori influenze di musica elettronica.

## Storia

### 1993-1998: Gli Arturo nella scena punk nazionale
Gli Arturo si formano a Rivoli in provincia di Torino nell'inverno del 1993 grazie all'incontro tra il cantante Alfo, il chitarrista Roberto Bosticardo in arte Bostik, il bassista Stefano Cresi ed il batterista Paolo Scappazzoni. La band, che allora era composta da liceali appassionati di musica Hardcore punk italiano ed internazionale, iniziò così a suonare nelle occupazioni scolastiche e nel circuito dei Centri sociali, mantenendo le spirito DIY tipica di questo genere. Nel 1994 realizzarono così i primi due demo-tape intitolane Arturo e Evi Metal Sdregs.
Nel 1995 si interessa al loro lavoro l'etichetta francese Panx Productions, grazie alla quale producono il loro primo album intitolato Ar-cor nel 1995. All'album seguiranno i tour prima in Germania, poi in Svizzera, Francia, Croazia. Sono poi di questo periodo la partecipazione a varie compilazioni nate all'interno del tessuto indipendente italiano e tra queste Sotto So' Panx (Sottosopra, 1995) e 1996: É Tornata L'Inquisizione (Contro La Nuova Inquisizione) curata da Ivano Invernizzi.
Nel 1997 gli Arturo autoproducono il 7" EP Isterico e poi nel 1998 la E.U. '91 Produzioni di Giulio BaldiZZone del Cripple Bastards produce il nuovo EP 7" intitolato Topo volante. Entrambi i lavori mantengono la distribuzione europea della Panx Productions, ma presto la band entra in crisi e nel 1999 Alfo lascia il gruppo.

### 1999-2003: Contaminazione elettronica
Ne segue un periodo in cui il gruppo non trova una vera stabilità nella formazione, cercando un nuovo cantante fino al 2001, anno in cui entra Luigi Bonizio (ex C.O.V.). Nonostante la crisi, la band in questo periodo sviluppa un nuovo approccio musicale sperimentando con basi e campionamenti. Da questo nuovo approccio scaturì l'album successivo intitolato Conversazioni (Smartz Records/Mastello Recortz, 2001) nel quale le basi ed i campionamenti si uniscono alle ritmiche veloci tipiche di questo genere, aggiungendo liriche che spesso escono dalle tematiche nichiliste tipiche del genere.
Nel 2003 l'etichetta milanese Riot Records assieme alla Kimera Records decidono di produrre un doppio CD per il decennale della band che vede nel primo una collezione di inediti e rarità degli Arturo, e nel secondo le band della scena tributano gli Arturo suonando loro cover. Tra le band presenti in Arturo10 vi erano band come i Perturbazione, Skruigners, Lama Tematica, i Confusione e gli Arsenico.

### 2005-in poi: Nuove registrazioni e raccolte
Dopo 10 anni di pausa, gli Arturo escono con un nuovo 10" EP intitolato Riflessioni (Tadca Records/Jacob Records, 2012).
Nel 2020 la F.O.A.D. Records pubblica l'album raccolta Giorni Lontani - 1992/1998, che comprende alcune delle migliori canzoni degli Arturo.

## Formazione

### Formazione attuale
- Il mago - basso (1993-presente)
- Paolino - batteria (1993-presente)
- Bostik - chitarra (1993-presente)
- Gigio - voce (2001-presente)

### Ex componenti
- Alfo - voce (1993-1999)

## Discografia

### Album in studio
- 1995 - Ar-cor (Panx Productions)[5]
- 2001 - Conversazioni CD (Mastello Records)[5]
- 2012 - Riflessioni (10'' + CD)
- 2024 - Conversazioni LP (F.O.A.D. Records - Ristampa in vinile)

### Raccolte
- 2004 - 10
- 2020 - Giorni Lontani - 1992/1998 (F.O.A.D. Records)

### EP
- 1996 - Isterico
- 1998 - Topo volante
- 2001 - Featuring 5º piano

### Album live
- 2002 - Live @ El Paso Occupato

### Demo
- 1994 - Arturo
- 1995 - Evi Metal Sdregs